# Scythris kasyi
Scythris kasyi is een vlinder uit de familie dikkopmotten (Scythrididae). De wetenschappelijke naam is voor het eerst geldig gepubliceerd in 1962 door Hannemann.
De soort komt voor in Europa.